# Приставка
Приставка (на английски: plug-in, плъгин) представлява софтуерен компонент, който се инсталира в допълнение към съществуващо софтуерно приложение (компютърна програма), за да предостави на потребителя допълнителна функционалност, която не е част от базовото приложение. Фактът, че дадено приложение поддържа приставки, означава, че е разработено така, че да позволи персонализация на приложния софтуер от страна на потребителя и така да отговори на негови специфични нужди. Обичайни примери за приставки са приставките към браузърите, които добавят нови допълнителни функционалности като ленти с търсачки, сканиране за вируси или отваряне на нови файлови типове, например нови видео формати. Сред добре познати приставки за браузъри се включват Adobe Flash Player, QuickTime, за изпълняване на Java аплети и други.

## Цели и разновидности
Софтуерните приложения могат да поддържат приставки по много причини, измежду които:
- да се позволи на външни и независими разработчици да внедряват функционалности, които разширяват базовите възможности на приложението (пример: Wordpress[3]);
- да се осигури лесно добавяне на нови функционалности в бъдеще;
- да се намали размерът на базовото приложение, като по-тежки функционалности, които не се ползват от всички потребители, се изнесат в приставки;
- да се отделят части от програмния код от базовото приложение по причина несъвместимост на софтуерните лицензи.

Различни видове приложения поддържат различни видове приставки, като например:
- Аудио редактори – приставки за запис, обработка и/или анализ на звука (Ardour, Audacity)
- Имейл клиенти – приставки за криптиране и декриптиране на електронните писма (Pretty Good Privacy)
- Графични редактори – приставки за поддръжка на специфични файлови формати и обработка на изображения (Adobe Photoshop, GIMP)
- Медия плейъри – приставки за поддръжка на специфични файлови формати и прилагане на филтри (foobar2000, GStreamer, Quintessential, VST, Winamp, XMMS)
- Приложения за дистанционно изследване (remote sensing) – приставки за обработка на данни, постъпващи от различни видове сензори (Opticks)
- Текстови редактори, интегрирани среди за разработка – за поддръжка на специфични програмни езици (Eclipse, jEdit, MonoDevelop)
- Уеббраузъри – за визуализиране на поточно видео и формати за мултимедия и презентации (Flash, QuickTime, Microsoft Silverlight, 3DMLW).

## Механизъм на действие
Базовото приложение поддържа услуги, които могат да ползват приставка, включително начин за регистриране на приставката в приложението и протокол за двупосочен обмен на данни. Приставките зависят от услугите, предлагани в базовото приложение, и обикновено не могат да работят като самостоятелни приложения. Обратно, базовото приложение може да функционира независимо от приставките, като оставя на потребителите решението дали да добавят, активират, обновят или деактивират приставката и това става динамично, без необходимост да се правят промени в самото базово приложение или то да се рестартира.
Разработчиците обичайно внедряват функционалностите на приставките, използвайки споделени библиотеки, инсталирани на място, предписано им от базовото приложение.